# Liga Konferencji Europy UEFA (2021/2022)/Faza kwalifikacyjna (ścieżka mistrzowska)
Artykuł prezentuje szczegółowe dane dotyczące rozegranych meczów, które miały na celu wyłonienie 5 drużyn piłkarskich, które wezmą udział w fazie grupowej Ligi Konferencji Europy UEFA 2021/2022. Faza kwalifikacyjna trwała od 22 lipca do 26 sierpnia 2021.

## Terminarz
Losowania każdej rundy będą odbywały się w siedzibie UEFA w Nyonie, w Szwajcarii.
| Faza         | Runda                        | Data losowania  | Pierwszy mecz    | Rewanż           |
| ------------ | ---------------------------- | --------------- | ---------------- | ---------------- |
| Kwalifikacje | Druga runda kwalifikacyjna   | 16 czerwca 2021 | 22 lipca 2021    | 29 lipca 2021    |
| Kwalifikacje | Trzecia runda kwalifikacyjna | 19 lipca 2021   | 5 sierpnia 2021  | 12 sierpnia 2021 |
| Play-off     | Play-off                     | 2 sierpnia 2021 | 19 sierpnia 2021 | 26 sierpnia 2021 |

## II runda kwalifikacyjna
Do startu w II rundzie kwalifikacyjnej uprawnionych było 18 drużyn (15 z I rundy kwalifikacji Ligi Mistrzów i 3 z rundy wstępnej kwalifikacji Ligi Mistrzów), z czego 15 było rozstawionych;

### Podział na koszyki
Zespoły podzielono na 3 koszyki. Za rozstawione drużyny uznano zespoły, które odpadły w I rundzie kwalifikacyjnej Ligi Mistrzów UEFA, natomiast za nierozstawione uznano zespoły, które odpadły w Rundzie wstępnej kwalifikacji Ligi Mistrzów UEFA.
| Grupa 1                | Grupa 1 |
| ---------------------- | ------- |
| Drużyny rozstawione    |         |
| Drużyna                |         |
| Riga FC                |         |
| Teuta Durrës           |         |
| Szkendija Tetowo       |         |
| Dinamo Tbilisi         |         |
| Maccabi Hajfa          |         |
| Drużyny nierozstawione |         |
| Drużyna                |         |
| Inter Club d’Escaldes  |         |

| Grupa 2                | Grupa 2 |
| ---------------------- | ------- |
| Drużyny rozstawione    |         |
| Drużyna                |         |
| Szachcior Soligorsk    |         |
| Borac Banja Luka       |         |
| Linfield F.C.          |         |
| Budućnost Podgorica    |         |
| Fola Esch              |         |
| Drużyny nierozstawione |         |
| Drużyna                |         |
| HB Tórshavn            |         |

| Grupa 3                   | Grupa 3 |
| ------------------------- | ------- |
| Drużyny rozstawione       |         |
| Drużyna                   |         |
| Valur                     |         |
| FK Bodø/Glimt             |         |
| Prishtina                 |         |
| Connah’s Quay Nomads F.C. |         |
| Hibernians                |         |
| Drużyny nierozstawione    |         |
| Drużyna                   |         |
| SS Folgore/Falciano       |         |

### Pary II rundy kwalifikacyjnej
| Drużyna 1                            | Wynik dwumeczu | Drużyna 2                 | Pierwszy mecz | Drugi mecz  |
| ------------------------------------ | -------------- | ------------------------- | ------------- | ----------- |
| Teuta Durrës                         | 3:2            | Inter Club d’Escaldes     | 0:2           | 3:0 (dogr.) |
| Riga FC                              | 3:0            | Szkendija Tetowo          | 2:0           | 1:0         |
| Dinamo Tbilisi                       | 2:7            | Maccabi Hajfa             | 1:2           | 1:5         |
| HB Tórshavn                          | 6:0            | Budućnost Podgorica       | 4:0           | 2:0         |
| Linfield F.C.                        | 4:0            | Borac Banja Luka          | 4:0           | 0:0         |
| Szachcior Soligorsk                  | 1:3            | Fola Esch                 | 1:2           | 0:1         |
| SS Folgore/Falciano                  | 3:7            | Hibernians                | 1:3           | 2:4         |
| Prishtina                            | 6:5            | Connah’s Quay Nomads F.C. | 4:1           | 2:4         |
| Valur                                | 0:6            | FK Bodø/Glimt             | 0:3           | 0:3         |
| Po lewej gospodarz pierwszego meczu. |                |                           |               |             |

### Pierwsze mecze
| 122 lipca 2021 | Teuta Durrës | 0:2   | Inter Club d’Escaldes |                                                               |
| 19:00 CEST     |              | (0:1) | 37', 56' Soldevila    | Stadiumi Niko Dovana, Durrës Widzów: 700 Sędzia: Rauf Jabarov |

| 222 lipca 2021 | Riga FC                | 2:0   | Szkendija Tetowo |                                                          |
| 19:00 CEST     | Natã 13' · Wakułko 52' | (1:0) |                  | Stadion Skonto, Ryga Widzów: 601 Sędzia: Ondrej Pechanec |

| 322 lipca 2021 | Dinamo Tbilisi | 1:2   | Maccabi Hajfa         |                                                                             |
| 18:30 CEST     | Papawa 89'     | (0:1) | 8' Atzili · 66' David | Stadion im. Borisa Paiczadze, Tbilisi Widzów: 4 234 Sędzia: Lukas Fähndrich |

| 422 lipca 2021 | HB Tórshavn                                            | 4:0   | Budućnost Podgorica |                                                       |
| 20:00 CEST     | Przybylski 45', 47' · Petersen 58' · Johansen 66' (k.) | (1:0) |                     | Gundadalur, Thorshavn Widzów: 450 Sędzia: David Munro |

| 522 lipca 2021 | Linfield F.C.                                              | 4:0   | Borac Banja Luka |                                                                    |
| 20:45 CEST     | Newberry 2' · Manzinga 25' · Mulgrew 75' · Callacher 90+2' | (2:0) |                  | Windsor Park, Belfast Widzów: 995 Sędzia: Kaarlo Oskari Hämäläinen |

| 622 lipca 2021 | Szachcior Soligorsk | 1:2   | Fola Esch                   |                                                      |
| 21:30 CEST     | Stasiewicz 67'      | (0:2) | 19' Omosanya · 44' Mustafić | DVTK Stadion, Miszkolc Widzów: 0 Sędzia: Lazar Lukić |

| 720 lipca 2021 | SS Folgore/Falciano | 1:3   | Hibernians                      |                                                                        |
| 21:00 CEST     | Fedeli 5'           | (1:2) | 13' Degabriele · 26', 83' Grech | San Marino Stadium, Serravalle Widzów: 164 Sędzia: Timotheos Christofi |

| 820 lipca 2021 | Prishtina                                     | 4:1   | Connah’s Quay Nomads F.C. |                                                                               |
| 18:00 CEST     | Bekteshi 41' · John 53', 90+4' · Krasniqi 79' | (1:0) | 75' Moore                 | Stadion im. Fadila Vokrriego, Prisztina Widzów: 1 268 Sędzia: Eldorjan Hamiti |

| 922 lipca 2021 | Valur | 0:3   | FK Bodø/Glimt                    |                                                          |
| 21:00 CEST     |       | (0:1) | 40' Saltnes · 51' (k.), 54' Berg | Valsvöllur, Reykjavík Widzów: 623 Sędzia: Vitor Ferreira |

### Rewanże
| 127 lipca 2021 | Inter Club d’Escaldes | 0:3 (pd.)       | Teuta Durrës                         |                                                                |
| 17:45 CEST     |                       | (0:1, 0:2, 0:3) | 25', 80' Plaku · 105+1' (k.) Kallaku | Estadi Nacional, Andora Widzów: 130 Sędzia: Viktor Kopiievskyi |

| 229 lipca 2021 | Szkendija Tetowo | 0:1   | Riga FC     |                                                                              |
| 20:00 CEST     |                  | (0:0) | 52' Soisalo | Nacionałna Arena „Tosze Proeski”, Skopje Widzów: 2 000 Sędzia: Fabio Maresca |

| 329 lipca 2021 | Maccabi Hajfa                                                      | 5:1   | Dinamo Tbilisi |                                                                     |
| 19:00 CEST     | Levi 17' · Sporkslede 37' (sam.) · Atzili 75' · Ashkenazi 81', 85' | (2:1) | 24' Osei       | Stadion Samiego Ofera, Hajfa Widzów: 13 100 Sędzia: Amine Kourgheli |

| 427 lipca 2021 | Budućnost Podgorica | 0:2   | HB Tórshavn                  |                                                                   |
| 20:00 CEST     |                     | (0:1) | 39' Mohr · 73' (k.) Johansen | Stadion Pod Goricom, Podgorica Widzów: 1 200 Sędzia: Andrew Davey |

| 529 lipca 2021 | Borac Banja Luka | 0:0   | Linfield F.C. |                                                                      |
| 20:00 CEST     |                  | (0:0) |               | Stadion Miejski, Banja Luka Widzów: 5 208 Sędzia: Zaven Hovhannisyan |

| 629 lipca 2021 | Fola Esch   | 1:0   | Szachcior Soligorsk |                                                                           |
| 19:30 CEST     | Delgado 52' | (0:0) |                     | Stade Émile Mayrisch, Esch-sur-Alzette Widzów: 455 Sędzia: Jarosław Kozyk |

| 727 lipca 2021 | Hibernians                                    | 4:2   | SS Folgore/Falciano       |                                                                |
| 20:00 CEST     | Degabriele 9', 66' · Domoraud 47' · Grech 77' | (1:2) | 28' Fedeli · 45+1' Jassey | Centenary Stadium, Ta’ Qali Widzów: 267 Sędzia: Arda Kardeşler |

| 829 lipca 2021 | Connah’s Quay Nomads F.C.                    | 4:2   | Prishtina         |                                                             |
| 20:00 CEST     | Insall 3', 57' · Horan 47' · Morris 82' (k.) | (1:2) | 29', 36' Krasniqi | Park Avenue, Aberystwyth Widzów: 108 Sędzia: Petri Viljanen |

| 929 lipca 2021 | FK Bodø/Glimt                       | 3:0   | Valur |                                                          |
| 18:00 CEST     | Saltnes 26' · Moe 61' · Hagen 90+3' | (1:0) |       | Aspmyra Stadion, Bodø Widzów: 2 000 Sędzia: Paolo Valeri |

## III runda kwalifikacyjna
Do startu w III rundzie kwalifikacyjnej w ścieżce mistrzowskiej uprawnionych było 10 drużyn (9 z poprzedniej rundy i 1 z I rundy kwalifikacji Ligi Mistrzów).

### Pary III rundy kwalifikacyjnej
| Drużyna 1                            | Wynik dwumeczu | Drużyna 2     | Pierwszy mecz | Drugi mecz  |
| ------------------------------------ | -------------- | ------------- | ------------- | ----------- |
| Maccabi Hajfa                        | 7:3            | HB Tórshavn   | 7:2           | 0:1         |
| Linfield F.C.                        | 2:4            | Fola Esch     | 1:2           | 1:2         |
| Shamrock Rovers                      | 3:0            | Teuta Durrës  | 1:0           | 2:0         |
| Riga FC                              | 4:2            | Hibernians    | 0:1           | 4:1 (dogr.) |
| Prishtina                            | 2:3            | FK Bodø/Glimt | 2:1           | 0:2         |
| Po lewej gospodarz pierwszego meczu. |                |               |               |             |

### Pierwsze mecze
| 15 sierpnia 2021 | Maccabi Hajfa                                                                         | 7:2   | HB Tórshavn                  |                                                                     |
| 19:00 CEST       | David 6', 24' · Haziza 45+5' · Gerszon 62' · Sahar 74' · Atzili 82' · Ashkenazi 90+2' | (3:1) | 29' Dahl · 70' (k.) Johansen | Stadion Samiego Ofera, Hajfa Widzów: 15 200 Sędzia: Erik Lambrechts |

| 23 sierpnia 2021 | Linfield F.C. | 1:2   | Fola Esch             |                                                                   |
| 20:45 CEST       | Chadwick 9'   | (1:0) | 69' Bensi · 89' Caron | Windsor Park, Belfast Widzów: 2 227 Sędzia: Aleksandrs Anufrijevs |

| 35 sierpnia 2021 | Shamrock Rovers | 1:0   | Teuta Durrës |                                                               |
| 21:00 CEST       | Emakhu 90+1'    | (0:0) |              | Tallaght Stadium, Dublin Widzów: 1 500 Sędzia: Kai Erik Steen |

| 45 sierpnia 2021 | Riga FC | 0:1   | Hibernians |                                                         |
| 19:00 CEST       |         | (0:0) | 70' Agius  | Stadion Daugava, Ryga Widzów: 778 Sędzia: Volen Chinkov |

| 55 sierpnia 2021 | Prishtina                  | 2:1   | FK Bodø/Glimt |                                                                                   |
| 20:00 CEST       | John 44' · Lode 82' (sam.) | (1:1) | 11' Berg      | Stadion im. Fadila Vokrriego, Prisztina Widzów: 2 912 Sędzia: Timotheos Christofi |

### Rewanże
| 112 sierpnia 2021 | HB Tórshavn    | 1:0   | Maccabi Hajfa |                                                          |
| 20:45 CEST        | Przybylski 20' | (1:0) |               | Tórsvøllur, Thorshavn Widzów: 417 Sędzia: Horațiu Feșnic |

| 212 sierpnia 2021 | Fola Esch                        | 2:1   | Linfield F.C. |                                                                   |
| 19:30 CEST        | Mendes 69' · Parreira 90+3' (k.) | (0:0) | 90' Roscoe    | Stade Josy Barthel, Luksemburg Widzów: 730 Sędzia: Aliyar Aghayev |

| 312 sierpnia 2021 | Teuta Durrës | 0:2   | Shamrock Rovers  |                                                                     |
| 20:00 CEST        |              | (0:1) | 20', 62' Gaffney | Stadiumi Ruzhdi Bizhuta, Elbasan Widzów: 300 Sędzia: Petri Viljanen |

| 412 sierpnia 2021 | Hibernians     | 1:4 (pd.)       | Riga FC                                          |                                                              |
| 20:00 CEST        | Degabriele 60' | (0:0, 1:2, 1:3) | 49' Léo · 90+6' Paurević · 105+3', 115' Muritala | Centenary Stadium, Ta’ Qali Widzów: 330 Sędzia: Rob Hennessy |

| 512 sierpnia 2021 | FK Bodø/Glimt    | 2:0   | Prishtina |                                                             |
| 18:00 CEST        | Botheim 18', 78' | (1:0) |           | Aspmyra Stadion, Bodø Widzów: 2 000 Sędzia: Kári Á Høvdanum |

## Runda play-off
Do startu w rundzie play-off w ścieżce mistrzowskiej uprawnionych było 10 drużyn (5 z poprzedniej rundy oraz 5 z III rundy kwalifikacji Ligi Europy w ścieżce mistrzowskiej), z czego 5 było rozstawionych.

### Podział na koszyki
Za rozstawione drużyny uznano zespoły, które odpadły w III rundzie kwalifikacyjnej Ligi Europy UEFA, natomiast za nierozstawione uznano zespoły, które wygrały w poprzedniej rundzie.
| Drużyny rozstawione    |
| Drużyna                |
| Lincoln Red Imps       |
| Žalgiris Wilno         |
| Kajrat Ałmaty          |
| Flora Tallinn          |
| Neftçi PFK             |
| Drużyny nierozstawione |
| Drużyna                |
| Riga FC                |
| Fola Esch              |
| Maccabi Hajfa          |
| Shamrock Rovers        |
| FK Bodø/Glimt          |

### Pary rundy play-off
| Drużyna 1                            | Wynik dwumeczu | Drużyna 2        | Pierwszy mecz | Drugi mecz  |
| ------------------------------------ | -------------- | ---------------- | ------------- | ----------- |
| Žalgiris Wilno                       | 2:3            | FK Bodø/Glimt    | 2:2           | 0:1         |
| Neftçi PFK                           | 3:7            | Maccabi Hajfa    | 3:3           | 0:4         |
| Flora Tallinn                        | 5:2            | Shamrock Rovers  | 4:2           | 1:0         |
| Riga FC                              | 2:4            | Lincoln Red Imps | 1:1           | 1:3 (dogr.) |
| Fola Esch                            | 2:7            | Kajrat Ałmaty    | 1:4           | 1:3         |
| Po lewej gospodarz pierwszego meczu. |                |                  |               |             |

### Pierwsze mecze
| 119 sierpnia 2021 | Žalgiris Wilno      | 2:2   | FK Bodø/Glimt    |                                                           |
| 19:00 CEST        | Kiš 7' · Diaw 90+2' | (1:0) | 49', 54' Saltnes | Stadion LFF, Wilno Widzów: 1 230 Sędzia: Roi Reinshreiber |

| 219 sierpnia 2021 | Neftçi PFK                    | 3:3   | Maccabi Hajfa                |                                                         |
| 19:00 CEST        | Lawal 50', 66' · Mahmudov 72' | (0:1) | 9' Atzili · 78', 90+6' Chery | Bakcell Arena, Baku Widzów: 3 400 Sędzia: Willy Delajod |

| 319 sierpnia 2021 | Flora Tallinn                               | 4:2   | Shamrock Rovers        |                                                                   |
| 18:00 CEST        | Zenjov 13' · Miller 27', 87' · Sappinen 76' | (2:1) | 44' Burke · 86' Scales | A. Le Coq Arena, Tallinn Widzów: 1 129 Sędzia: Jewhenij Aranowski |

| 419 sierpnia 2021 | Riga FC     | 1:1   | Lincoln Red Imps |                                                           |
| 19:00 CEST        | Wakułko 61' | (0:0) | 72' Carralero    | Stadion Daugava, Ryga Widzów: 1 550 Sędzia: João Pinheiro |

| 519 sierpnia 2021 | Fola Esch    | 1:4   | Kajrat Ałmaty                                     |                                                                    |
| 19:30 CEST        | Mustafic 19' | (1:3) | 28' Shushenachev · 37', 70' (k.) Love · 43' Alves | Stade Josy Barthel, Luksemburg Widzów: 880 Sędzia: Fábio Veríssimo |

### Rewanże
| 126 sierpnia 2021 | FK Bodø/Glimt | 1:0   | Žalgiris Wilno |                                                         |
| 18:00 CEST        | Solbakken 62' | (0:0) |                | Aspmyra Stadion, Bodø Widzów: 2 428 Sędzia: John Beaton |

| 226 sierpnia 2021 | Maccabi Hajfa                                                | 4:0   | Neftçi PFK |                                                                        |
| 19:00 CEST        | Menachem 20' · Atzili 45+2' · Haziza 52' (k.) · Abu Fani 69' | (2:0) |            | Stadion Samiego Ofera, Hajfa Widzów: 18 532 Sędzia: Aleksandar Stavrev |

| 326 sierpnia 2021 | Shamrock Rovers | 0:1   | Flora Tallinn |                                                             |
| 21:00 CEST        |                 | (0:0) | 57' Sappinen  | Tallaght Stadium, Dublin Widzów: 3 500 Sędzia: Tamás Bognár |

| 426 sierpnia 2021 | Lincoln Red Imps                                  | 3:1 (pd.)       | Riga FC     |                                                                  |
| 18:00 CEST        | Walker 32' (k.) · Chipolina 105+1' · Ronan 120+2' | (1:1, 1:1, 2:1) | 19' Wakułko | Victoria Stadium, Gibraltar Widzów: 837 Sędzia: Peter Kjaesgaard |

| 526 sierpnia 2021 | Kajrat Ałmaty                    | 3:1   | Fola Esch    |                                                        |
| 16:00 CEST        | Shushenachev 12', 36' · Love 28' | (3:1) | 43' Mustafic | Stadion Centralny, Ałmaty Widzów: 0 Sędzia: Fran Jović |